# Congo-Brazzaville op de Olympische Zomerspelen 2012
Congo-Brazzaville nam deel aan de Olympische Zomerspelen 2012 in Londen, Verenigd Koninkrijk.

## Deelnemers en resultaten
(m) = mannen, (v) = vrouwen 

### Atletiek
| Olympiër          | Onderdeel | Resultaat | Prestatie                                         |
| ----------------- | --------- | --------- | ------------------------------------------------- |
| Devilert Kimbembe | 100m (m)  | 54e       | voorronde 1: 2se in 10,68 serie 5: 8ste in 10,94  |
|                   |           |           |                                                   |
| Lorène Bazolo     | 100m (v)  | 52e       | voorronde 3: 1ste in 11,87 serie 4: 8ste in 11,90 |

### Tafeltennis
| Olympiër     | Onderdeel     | Resultaat | Prestatie                                                                                 |
| ------------ | ------------- | --------- | ----------------------------------------------------------------------------------------- |
| Saheed Idowu | enkelspel (m) | 65e       | voorronde: V van KUW Al-Hasan: 2-4 (3-11, 11-8, 11-7, 11-13, 6-11, 6-11)                  |
| Saka Suraju  | enkelspel (m) | 49e       | voorronde: vrij 1ste ronde: V van ARG Dynasty: 0-4 (3-11, 5-11, 9-11, 6-11)               |
|              |               |           |                                                                                           |
| Xing Han     | enkelspel (v) | 49e       | voorronde: vrij 1ste ronde: V van BLR Privalova: 2-4 (2-11, 11-7, 6-11, 8-11, 11-8, 9-11) |

### Zwemmen
| Olympiër       | Onderdeel          | Resultaat | Prestatie             |
| -------------- | ------------------ | --------- | --------------------- |
| Rony Bakale    | 50m vrije slag (m) | 43e       | serie 3: 3de in 25,62 |
|                |                    |           |                       |
| Aminata Yacoub | 50m vrije slag (v) | 69e       | serie 2: 5de in 34,64 |

Afghanistan · Albanië · Algerije · Amerikaanse Maagdeneilanden · Amerikaans-Samoa · Andorra · Angola · Antigua en Barbuda · Argentinië · Armenië · Aruba · Australië · Azerbeidzjan · Bahama's · Bahrein · Bangladesh · Barbados · België · Belize · Benin · Bermuda · Bhutan · Bolivia · Bosnië en Herzegovina · Botswana · Brazilië · Britse Maagdeneilanden · Brunei · Bulgarije · Burkina Faso · Burundi · Cambodja · Canada · Centraal-Afrikaanse Republiek · Chili · China · Chinees Taipei · Colombia · Comoren · Congo-Brazzaville · Congo-Kinshasa · Cookeilanden · Costa Rica · Cuba · Cyprus · Denemarken · Djibouti · Dominica · Dominicaanse Republiek · Duitsland · Ecuador · Egypte · El Salvador · Equatoriaal-Guinea · Eritrea · Estland · Ethiopië · Fiji · Filipijnen · Finland · Frankrijk · Gabon · Gambia · Georgië · Ghana · Grenada · Griekenland · Groot-Brittannië · Guam · Guatemala · Guinee · Guinee‑Bissau · Guyana · Haïti · Honduras · Hongarije · Hongkong · Ierland · IJsland · India · Indonesië · Irak · Iran · Israël · Italië · Ivoorkust · Jamaica · Japan · Jemen · Jordanië · Kaaimaneilanden · Kaapverdië · Kameroen · Kazachstan · Kenia · Kirgizië · Kiribati · Koeweit · Kroatië · Laos · Lesotho · Letland · Libanon · Liberia · Libië · Liechtenstein · Litouwen · Luxemburg · Macedonië · Madagaskar · Malawi · Maldiven · Maleisië · Mali · Malta · Marshalleilanden · Marokko · Mauritanië · Mauritius · Mexico · Micronesië · Moldavië · Monaco · Mongolië · Montenegro · Mozambique · Myanmar · Namibië · Nauru · Nederland · Nepal · Nicaragua · Nieuw-Zeeland · Niger · Nigeria · Noord-Korea · Noorwegen · Oeganda · Oekraïne · Oezbekistan · Oman · Oostenrijk · Oost-Timor · Pakistan · Palau · Palestina · Panama · Papoea-Nieuw-Guinea · Paraguay · Peru · Polen · Portugal · Puerto Rico · Qatar · Roemenië · Rusland · Rwanda · Saint Kitts en Nevis · Saint Lucia · Saint Vincent en Grenadines · Salomonseilanden · Samoa · San Marino · Sao Tomé en Principe · Saoedi-Arabië · Senegal · Servië · Seychellen · Sierra Leone · Singapore · Slovenië · Slowakije · Soedan · Somalië · Spanje · Sri Lanka · Suriname · Swaziland · Syrië · Tadzjikistan · Tanzania · Thailand · Togo · Tonga · Trinidad en Tobago · Tsjaad · Tsjechië · Tunesië · Turkije · Turkmenistan · Tuvalu · Uruguay · Vanuatu · Venezuela · Verenigde Arabische Emiraten · Verenigde Staten · Vietnam · Wit-Rusland · Zambia · Zimbabwe · Zuid-Afrika · Zuid-Korea · Zweden · Zwitserland · Onafhankelijke atleten